# Eupithecia nebulata
Eupithecia nebulata är en fjärilsart som beskrevs av Adrian Hardy Haworth 1809. Eupithecia nebulata ingår i släktet Eupithecia och familjen mätare. Inga underarter finns listade i Catalogue of Life.